# Aphanicerca chanae
Aphanicerca chanae är en bäcksländeart som beskrevs av Mike D. Picker och Stevens 1999. Aphanicerca chanae ingår i släktet Aphanicerca och familjen Notonemouridae. Inga underarter finns listade i Catalogue of Life.